# Révolte chypriote de 1931
La révolte chypriote de 1931 ou les événements d'octobre (en grec moderne : Οκτωβριανά   , Oktovriana) est une révolte contre la domination coloniale britannique qui a lieu à Chypre, alors colonie britannique, entre le 21 octobre et début novembre 1931. La révolte est menée par les chypriotes grecs qui prônent l'Énosis (Union) de l'île avec la Grèce. La défaite des révoltés conduit à une période de domination britannique autocratique connue sous le nom de "palmérocratie" (Παλμεροκρατία), qui dure jusqu'au début de la Seconde Guerre mondiale. La révolte s'inscrit dans une histoire plus longue de l'île pour être rattachée à la Grèce, qui commence lors de la Guerre d'indépendance grecque, où les chypriotes se révoltent pour être rattachés à la Grèce, sans succès,,.

## Contexte
Au début de la Première Guerre mondiale, Chypre fait théoriquement partie de l'Empire ottoman, tout en étant en fait administrée par l'Empire britannique, comme convenu dans la Convention de Chypre de 1878. Le 5 novembre 1914, les Ottomans entrent dans le conflit aux côtés des puissances centrales, incitant la Grande-Bretagne à annuler la Convention de Chypre et à annexer l'île alors que les deux États sont désormais en guerre. En 1915, la Grande-Bretagne offre Chypre à la Grèce en échange de l'intervention grecque dans la Première Guerre mondiale aux côtés de la Triple Entente. Le gouvernement grec refuse l'offre car à l'époque il est divisé dans une profonde crise interne connue sous le nom de schisme national. Chypre est déjà été décrite comme une monnaie d'échange pour négocier avec les Grecs lorsqu'elle est offerte en échange du port en eau profonde d'Argostoli en 1912.
Après la fin de la guerre, la Grande-Bretagne reçoit la reconnaissance internationale de ses revendications sur l'île lors de la Conférence de Lausanne de 1923. La Grèce est le seul pays qui peut potentiellement contester la décision, sur la base du fait que les quatre cinquièmes de sa population sont d'origine ethnique grecque. Cependant, à l'époque, la Grèce est confrontée à la ruine économique et à l'isolement diplomatique à la suite d'une défaite désastreuse dans la guerre gréco-turque, ainsi les envoyés grecs ne peuvent faire aucune mention de Chypre lors de la conférence. Chypre atteint alors le statut de colonie de la couronne et le nombre de membres du Conseil législatif chypriote est augmenté en faveur des fonctionnaires britanniques. Les revers susmentionnés ne mettent pas un terme à la propagation de la Grande Idée (Megali Idea) et de l'idéologie étroitement liée, l'Énosis (Union), dont le but ultime est l'incorporation de toutes les zones peuplées de Grecs dans un État grec indépendant. La nomination en novembre 1926 de Ronald Storrs (un philhellène) en tant que nouveau gouverneur de Chypre, nourrit l'idée parmi les chypriotes grecs que la domination britannique serait un tremplin pour l'éventuelle union avec la Grèce.
Leur relation se détériore en 1928, lorsque les Chypriotes grecs refusent de participer à la célébration du 15e anniversaire de l'établissement de la domination britannique sur Chypre. La Grèce appelle alors au calme, limitant la diffusion d'articles anti-britanniques dans les journaux chypriotes grecs. L'éducation devient une autre arène de conflit avec l'adoption de la loi sur l'éducation, qui vise à réduire l'influence grecque dans les programmes scolaires chypriotes. L'Église de Chypre qui joue à l'époque un rôle important dans la vie sociale et politique de l'île devient l'un des bastions du nationalisme grec. Les Chypriotes déplorent également le traitement préférentiel de Malte et de l'Égypte au détriment de Chypre. Les relations continuent encore à se détériorer lorsque les autorités coloniales adoptent unilatéralement un nouveau code pénal qui autorise entre autres l'usage de la torture. En 1929, les membres du Conseil législatif, l'archevêque de Kition, Nicodème et Stavros Stavrinakis, se rendent à Londres, présentant un mémorandum au secrétaire des colonies Lord Passfield qui contient des demandes pour l'union avec la Grèce. Comme pour les précédentes tentatives de ce type, la réponse est négative.

## Conflit

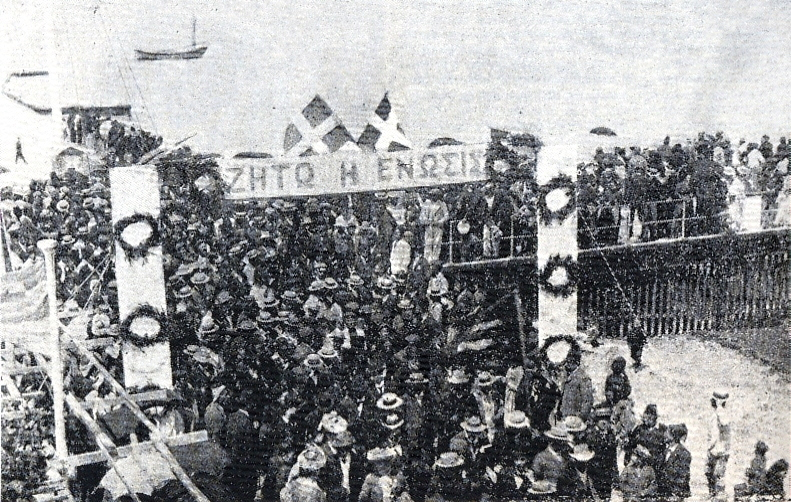
Une manifestation chypriote dans les années 1930 en faveur de l'Énosis.

En septembre 1931, Storrs bloque une décision du Conseil législatif d'arrêter les hausses d'impôts qui doivent couvrir un déficit budgétaire local. Les députés chypriotes grecs réagissent en démissionnant de leurs fonctions. En outre, le 18 octobre, l'archevêque de Kition, Nicodème, appelle les Chypriotes à se livrer à des actes de désobéissance civile jusqu'à ce que leurs demandes d'Énosis soient satisfaites.
Le 21 octobre, 5 000 Chypriotes, pour la plupart des étudiants, des prêtres et des notables de la ville, se rassemblent dans les rues de Nicosie en scandant des slogans pro-Énosis. La foule assiège la maison du gouverneur, après trois heures de jets de pierres, le bâtiment est incendié. Les émeutiers sont finalement dispersés par la police. Dans le même temps, les drapeaux britanniques sont retirés des bureaux publics à travers le pays, souvent remplacés par des drapeaux grecs. L'ordre est rétabli début novembre. Les Britanniques accusent l'avocat général grec à Nicosie, Alexis Kyrou (un chypriote grec de Grèce), d'avoir incité à la révolte. Kyrou a en effet travaillé dans les coulisses pour créer un front d'opposition uni contre les Britanniques avant la révolte, en désobéissance directe aux ordres qu'il reçoit d'Athènes. Au total, sept manifestants sont tués, trente sont blessés, dix sont exilés à vie, tandis que 2 606 reçoivent diverses peines allant de peines de prison à des amendes pour activités séditieuses.

## Conséquences
La révolte conduit au limogeage de Kyrou dont les actions endommagent les relations anglo-helléniques. La révolte porte également un coup à la carrière de Storrs, il est bientôt muté au poste de gouverneur de la Rhodésie du Nord. Le Conseil législatif et les élections municipales sont abolis, la nomination des autorités villageoises et des juges de district est reléguée au gouverneur de l'île. La propagation d'idées d'union avec la Grèce et le déploiement de drapeaux grecs sont interdits, tout comme les rassemblements de plus de 5 personnes. Les nouvelles mesures visent à supprimer le fonctionnement de l'église orthodoxe et des organisations communistes. La censure a un effet grave sur le fonctionnement des journaux, en particulier ceux associés à la politique de gauche. Chypre entrée alors dans une période de régime autocratique connue sous le nom de Palmerokratia (Παλμεροκρατία, "Palmérocratie"), du nom du gouverneur Richmond Palmer, qui commence peu avant la révolte et dure jusqu'au début de la Seconde Guerre mondiale. La révolte est décrite comme la rébellion la plus intense à laquelle la Grande-Bretagne est confrontée dans l'entre-deux-guerres. La révolte est connue dans l'historiographie chypriote sous le nom d'Oktovriana (événements d'octobre).
Des monuments commémorant les événements d'octobre ont été érigés à Strovolos et Pissouri en novembre 2007 et octobre 2016 respectivement,.